# Enrique Canito
Enrique Canito Barrera (Granada, 24 de diciembre de 1902 – Madrid, 28 de diciembre de 1992) fue un catedrático de francés, librero, editor y director de la revista de libros Ínsula, una de las más importantes de la posguerra civil española.

## Biografía
Cuarto hijo de los siete que tuvieron sus padres, obtuvo el título de bachiller a los diecisiete años en Sevilla (4-VIII-1920). En la misma ciudad se licenció en Filosofía y Letras, rama de Historia (26-IX-1929), con Premio Extraordinario. Allí conoció al poeta y profesor Pedro Salinas, del que fue amigo. Obtuvo una plaza de lector de español en Toulouse, donde perfeccionó su francés y entabló una gran amistad con Suzanne Brau, hispanista y profesora de español, con cuya colaboración difundirá su futura revista Ínsula por Francia. En 1934 obtuvo por oposición una cátedra de francés de instituto (1934) y, a propuesta de Salinas, fue nombrado secretario de los cursos de la universidad de verano de Santander.
Su primer destino fue el Instituto de Zafra (Badajoz); luego estuvo en el de Alicante, del que fue nombrado director. Allí le sorprendió la Guerra Civil. En Alicante conoció al poeta Juan Guerrero Ruiz, otro gran amigo suyo. Finalizada la Guerra Civil, fue represaliado por el bando vencedor (según Rafael Lapesa, "por su rígida honradez laica") y no pudo trabajar en la enseñanza hasta su depuración en 1945. En el ínterin se mantuvo trabajando en la embajada de Francia en Madrid y dando clases en el Liceo Francés. Fue entonces cuando abrió la librería Ínsula en el número 9 de la calle del Carmen, cerca de la de Preciados y casi en la misma Puerta del Sol, especializada en importar libros extranjeros de ciencias y letras. Además fundó en ella una tertulia y, como derivación, la revista de libros Ínsula, en principio un mero boletín bibliográfico de novedades en libros extranjeros, pronto abierto también a reseñas y críticas de libros hispánicos. Al cabo se convirtió en una de las más importantes revistas literarias de la posguerra, y, según Ricardo Gullón, "casa de la resistencia cultural".
Su primer número salió a la luz el 1 de enero de 1946, con las firmas de Enrique Lafuente Ferrari, Miguel Catalán, Paul Guinard —entonces, director del Instituto Francés—, Juan Rof Carballo y Carmen Laforet. La calidad de sus artículos y la promoción de escritores noveles (Carmen Laforet publicó, por ejemplo, un cuento, “El infierno”), además de las creaciones narrativas, poéticas o dramáticas que acogía, la convirtieron en un órgano muy influyente, en particular en el hispanismo mundial. Sin embargo, el trabajo de la revista era mucho y lo compartió con otro liberal, José Luis Cano; por otra parte, había que sortear la censura: la palabra "seno" no podía aparecer, por ejemplo, en un poema de Vicente Aleixandre, y otros tropiezos tuvieron Julio Cortázar. Incluso fue secuestrado un número monográfico dedicado a José Ortega y Gasset por su fallecimiento en 1955, preparado por Julián Marías, y la revista fue suspendida durante casi todo el año 1956 por el falangista Juan Aparicio, director general de prensa. Incluso en junio de 1975 hubo que retirar un artículo de Cano sobre el lugar de sepultura de Federico García Lorca.
Una vez vuelto a la docencia, obtuvo plaza en el Instituto femenino Isabel la Católica de Madrid, del que fue director hacia 1960; se jubiló en 1972. Allí fue un pionero en la pedagogía de las lenguas extranjeras al renovar los métodos de enseñanza del francés usando medios audiovisuales.
En el año 1956, el presidente de la República Francesa le concedió la Cruz de Caballero en la Orden de Les Palmes Académiques. Por último, hizo una donación importante de fondos librarios a la biblioteca de la Universidad de Granada, incluyendo su biblioteca personal, de más de cuatro mil volúmenes.